# Napaeopsis merditanus
Napaeopsis merditanus is een slakkensoort uit de familie van de Enidae. De wetenschappelijke naam van de soort is voor het eerst geldig gepubliceerd in 1907 door Sturany.